# Radiobiologija
Radiobiologija (poznata i kao radijacijska biologija) je grana biofizike koja proučava djelovanje ionizirajućeg zračenja na biološka tkiva.